# Coll dels Cortalets
El Coll dels Cortalets és una collada dels contraforts nord-orientals del Massís del Canigó, a 2.055 metres d'altitud, en el límit dels termes comunals d'Estoer i de Taurinyà, tots dos a la comarca del Conflent, de la Catalunya del Nord. Està situat al Ras dels Cortalets, a la zona sud-oest del terme d'Estoer i al sud-est del de Taurinyà. És a la regió dels Cortalets, al nord-est del cim del Canigó.